# Glina (serial telewizyjny)
Glina – polski kryminalny serial telewizyjny w reżyserii Władysława Pasikowskiego, opowiadający o pracy policjantów Wydziału Zabójstw Komendy Stołecznej Policji w Warszawie i ich życiu prywatnym.
Serial emitowany był w TVP1 od 9 września 2004 do 11 lipca 2008. Emitowany też w TVP Polonia z napisami angielskimi. W 2011 roku serial został wydany przez TVP na DVD.

## Emisja
- 1 seria: Od 9 września 2004 do 2 grudnia 2004, czwartek, godz. 20.30.
- 2 seria: Od 4 kwietnia 2008 do 11 lipca 2008, piątek, godz. ok. 22.00 (była to ruchoma pora emisji, gdyż emitowano po filmie z godz. 20.25, zależało to od długości trwania tych filmów).

## Ogólna fabuła
Serial ten jest opowieścią o miłości, nienawiści, o ludzkich namiętnościach tak silnych, że prowadzących do zbrodni. Głównym bohaterem jest komisarz Andrzej Gajewski (Jerzy Radziwiłowicz), pracownik wydziału zabójstw, prowadzący jednocześnie kilka trudnych spraw, które w miarę rozwoju akcji się ze sobą zazębiają i łączą. Najbliższymi współpracownikami Gajewskiego są samotnik Jerzy Pawlak (Robert Gonera), Bonifacy Jóźwiak (Jacek Braciak), jedyny z policjantów zespołu mający szczęśliwe życie rodzinne oraz Artur Banaś (Maciej Stuhr), świeżo upieczony absolwent szkoły policyjnej i syn jednego z dawnych współpracowników Gajewskiego. Serial ukazuje pracę policjantów z wydziału zabójstw, ciągle narażonych na stres i niebezpieczeństwo.

## Postacie
- Nadkomisarz/Podinspektor Andrzej Gajewski – główny bohater serialu. Twardy gliniarz, któremu nigdy nie zależało na karierze. Jest człowiekiem uczciwym, nie znosi kompromisów i układów. Dla pracy poświęcił życie prywatne. Rozstał się z żoną, która mieszka z ich córką Julią, będącą studentką prawa oraz jego oczkiem w głowie. Był związany z pielęgniarką Agatą, która odeszła od niego. Zginął zastrzelony na ulicy przez Tośka. Pośmiertnie awansowany do stopnia.podinspektora policji.

- Podkomisarz Artur Banaś – młody policjant, świeżo upieczony członek zespołu, syn byłego oficera wydziału zabójstw, który pracował z Gajewskim. Już na samym początku swojej kariery musiał zrozumieć, że praca w wydziale zabójstw nie zawsze ma wiele wspólnego z teorią, której nauczył się w szkole. Prawa ręka Gajewskiego, bystry i zdobywający doświadczenie gliniarz. W krótkim czasie był zmuszony strzelać do człowieka oraz był świadkiem zabójstwa kolegi z policji. Po tych incydentach chciał porzucić służbę, lecz Gajewski przekonał go do zmiany zdania. Przeżył kilka romansów, lecz od samego początku podkochuje się w Julii, w drugiej serii zostają parą.

- Komisarz Bonifacy Jóźwiak – jedyny policjant w zespole Gajewskiego mający poukładane życie rodzinne, czyli żonę i trzy córki. Gliniarz o gołębim sercu. Uczciwy, prostolinijny, dobry człowiek. Nie akceptuje niesprawiedliwości świata. Każda zbrodnia, z którą się styka budzi jego sprzeciw. Ze względu na swoje śmieszne imię wszyscy w wydziale i w domu wołają do niego po nazwisku.

- Nadkomisarz Jerzy Pawlak – samotnik, małomówny policjant. Po śmierci swojego przyjaciela, również policjanta, angażuje się w śledztwo dotyczące jego zabójstwa chcąc sprawdzić czy nie miał powiązań z mafią. Jednocześnie wdaje się w romans z wdową po koledze, Beatą. Po eskorcie więźnia do aresztu, on i Artur są śledzeni przez tajemniczy samochód. Jerzy domyśla się kto jest kierowcą. Zatrzymuje auto i każe młodemu schować się. Gdy podchodzi do śledzącego ich pojazdu, zostaje zastrzelony przez nieznanych sprawców.

- Nadinspektor Malicki – szef Gajewskiego i jego drużyny.

- Agata Jeżewska – pielęgniarka, życiowa partnerka Gajewskiego. Odchodzi od Andrzeja, nie mogąc znieść realiów jego pracy. Wdaje się w związek z lekarzem Siennickim, który od dłuższego czasu był nią zainteresowany. Po pewnym czasie zaczął się znęcać nad Agatą. Chciała wrócić do Andrzeja, lecz ten nie chciał. Zmiękł, dopiero gdy zapłakana pojawiła się w drzwiach jego mieszkania z przeprosinami. Nie zdążyli jednak odnowić relacji, gdyż Agata pada ofiarą seryjnego zabójcy kobiet.

- Julia Gajewska – jedyna córka Gajewskiego, studentka prawa, później studentka etnografii. Pyskata i uparta, ale również empatyczna. Kocha ojca i często ochrzania go za jego błędy, których on sam nie widzi. Była związana z prawnikiem Mateuszem, który szybko jej się znudził. Była obiektem zainteresowania Artura Banasia, lecz początkowo ten ją śmieszył. Z czasem jednak z jej strony również narodziło się uczucie i zostali parą. Andrzej nie mógł tego zaakceptować i pobił Artura za to, że zbliżył się do Julii. Zrozpaczona zrobiła ojcu awanturę, po czym ten zrozumiał, że młodzi naprawdę się kochają.

## Obsada
- Jerzy Radziwiłowicz – nadkomisarz Andrzej Gajewski (odc. 1-25)
- Maciej Stuhr – podkomisarz Artur Banaś (odc. 1-25)
- Jacek Braciak – komisarz Bonifacy Jóźwiak (odc. 1-25)
- Robert Gonera – nadkomisarz Jerzy Pawlak (odc. 1–5)
- Krzysztof Jędrysek – nadinspektor Malicki (odc. 1-25)
- Urszula Grabowska – Agata Jeżewska, partnerka Gajewskiego (odc. 1-24)
- Anna Cieślak – Julia, córka Gajewskiego (odc. 1-25)
- Agnieszka Pilaszewska – patolog Olga Seifert (odc 1-25)
- Marian Dziędziel – Banaś, ojciec Artura
- Mariusz Bonaszewski – dr Krzysztof Siennicki
- Piotr Rzymyszkiewicz – agent Centralnego Biura Śledczego (odc. 11-12)
- Dariusz Juzyszyn –Gabriel, technik-patolog
- Aldona Orman – psycholog Grażyna Janowska, kochanka Artura Banasia
- Ewa Telega – Krystyna, była żona Gajewskiego
- Tomasz Kozłowicz – Henryk Karbowiak (odc. 1-3)
- Michał Piela – Grzegorz Stańczak „Pulpet” (odc. 1-11)
- Katarzyna Galica – Patrycja, dziewczyna "Pulpeta"
- Marian Glinka –gangster „Gruby” (odc. 1, 4, 6, 11, 12)
- Marek Frąckowiak – sierżant Grzelak (odc. 4, 5)
- Andrzej Mastalerz – tramwajarz Tadeusz Stepień (odc. 4, 5)
- Ireneusz Czop – kapitan Mariusz Stępień, brat tramwajarza (odc. 4, 5)
- Agata Buzek – Barbara Stępień, żona tramwajarza (odc. 4, 5)
- Andrzej Pieczyński – psychoterapeuta Zbigniew Czeski (odc. 7, 8)
- Anna Dereszowska – Adrianna Kuś vel Magda Lipiec (odc. 7, 8)
- Michał Anioł – Sławomir Woźnicki, pacjent Czeskiego (odc. 7, 8)
- Anna Radwan – Edyta Zajdler, żona zamordowanego malarza (odc. 7, 8)
- Dorota Chotecka – Barbara Nawrocka, sąsiadka Zajdlerów (odc. 7, 8)
- Mirosław Baka – Aleksander Zawierski, Kochanek Edyty Zajdler (odc. 7, 8)
- Arkadiusz Bazak – pułkownik Mariusz Werner (odc. 9, 10)
- Ryszard Ronczewski – dozorca Jan Bisztyga (odc. 9)
- John Edmondson – Moeller, urzędnik ambasady duńskiej (odc. 9, 10)
- Zbigniew Suszyński – historyk Jacek Rasiak (odc. 9, 10)
- Hanna Dunowska – Kralska, dyrektorka hotelu (odc. 9)
- Maria Seweryn – Elżbieta Zarębska, świadek (odc. 11, 12)
- Sławomir Orzechowski – gangster Tosiek (odc. 4, 11, 22-25)
- Tomasz Karolak – Jacek Sysiak vel Kajtek, człowiek Karbowiaka (odc. 2, 3, 11)
- Jan Piechociński – Marian Iwanicki vel Gunter Fuchs (odc. 11)
- Mariusz Pilawski – fotograf, wuj Moniki Garstki (odc. 2)
- Wieńczysław Gliński – Roman Garlicki, były mąż Sobczyńskiej
- Tadeusz Szymków – Tomasz Skonecki, świadek (odc. 1-3)
- Magdalena Czerwińska – Nana Petru (I seria), Kasia Malewicz (II seria)
- Beata Chruścińska – Milena Florczak, córka Rolexa (odc. 11, 22-24)
- Dariusz Biskupski – doktor Matysewicz, lekarz pogotowia (odc. 12)
- Michał Breitenwald – właściciel autokomisu (odc. 14)
- Grzegorz Gierak – komisarz Miller, oficer CBŚ (odc. 11, 12)
- Wojciech Walasik – policjant Sawczuk
- Andrzej Brzeski – dyrektor administracyjny szpitala
- Karol Stępkowski – Marchwicki, sąsiad Lenarta (odc. 13)
- Małgorzata Braunek – kustosz malarstwa (odc. 7, 8)
- Stanisław Zatłoka – mężczyzna w klubie
- Jerzy Braszka – recepcjonista w Ramzesie (odc. 13)
- Diana Kadłubowska – księgowa w HPM Express
- Gabriela Czyżewska – Szydłowska
- Marcin Dorociński – fotograf, były asystent Woźnickiego (odc. 8)
- Paweł Szwed – Henryk Zarębski, mąż Elżbiety (odc. 11, 12)
- Agnieszka Judycka – Renata, koleżanka Justyny
- Marta Nieradkiewicz – Monika, córka Pęczaka
- Agnieszka Kawiorska – Marina, dziewczyna „Carlosa”
- Tomasz Sobczak – Karol Śliwa "Carlos", gangster
- Jan Jurewicz – gangster "Kaszana"
- Maciej Ferlak – gangster Pęczak
- Maciej Mikołajczyk - Damian Bender "Miazga"
- Dominik Bąk – "Szerszeń", człowiek "Miazgi"
- Jakub Mazurek - "Ryży"
- Zbigniew Dziduch - gangster "Norton" (odc. 13)
- Maciej Robakiewicz - Tomasz Antczak z wydziału ds. narkotyków (odc. 16-17)
- Krzysztof Franieczek – Marcin Modzelewski vel Marcin Urbański, Piotr Kurten, seryjny morderca kobiet w tym Agaty Jeżewskiej (odc. 20,25)
- Andrzej Konopka - ratownik Waldek
- Andrzej Hausner - Norbert Grudzień, partner Izabeli Rakowskiej (odc. 19)